# آرثر ستانلي بيز
آرثر ستانلي بيز (بالإنجليزية: Arthur Stanley Pease)‏ هو أستاذ جامعي وعالم نبات أمريكي، ولد في 22 سبتمبر 1881 في Somers, Connecticut ‏ في الولايات المتحدة، وتوفي في 7 يناير 1964 في كونكورد في الولايات المتحدة.